# Kathleen Freeman
Pour les articles homonymes, voir Freeman.
Kathleen Freeman, née le 17 février 1923 à Chicago et morte d'un cancer le 23 août 2001 à New York, est une actrice américaine.

## Biographie
Kathleen Freeman apparaît au cinéma entre 1948 et 2001, souvent dans des petits rôles non crédités (surtout en début de carrière). En particulier, elle participe à plusieurs films aux côtés de Jerry Lewis, le premier en 1954, le dernier en 1970. Elle prête également sa voix à quelques films d'animation, dont Shrek (2001), son ultime contribution au cinéma. Parmi ses rôles marquants, mentionnons celui de la religieuse Mary Stigmata, dans The Blues Brothers en 1980, puis Blues Brothers 2000 en 1998.
À la télévision, elle contribue à de nombreuses séries et à onze téléfilms, de 1952 à 2001.
Au théâtre, elle joue deux fois à Broadway, d'abord en 1978, dans une adaptation de la pièce Monsieur chasse ! de Georges Feydeau, puis du 25 septembre 2000 au 18 août 2001 (soit cinq jours avant sa mort), dans la comédie musicale The Full Monty, d'après le film homonyme de 1997.

## Filmographie partielle

### Au cinéma

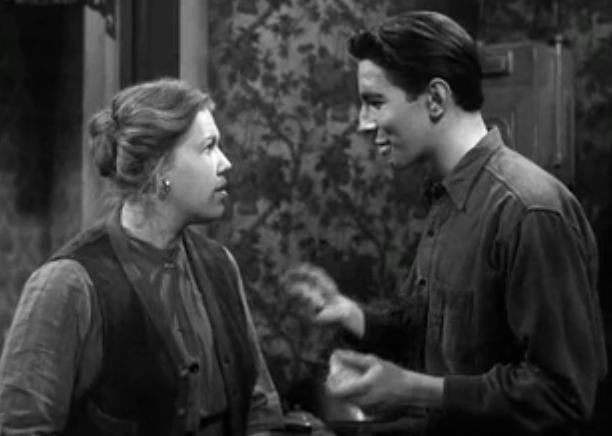
Avec Leonard Nimoy, dans Kid Monk Baroni (1952)

- 1948 : La Cité sans voiles (The Naked City) de Jules Dassin : la femme forte dans le métro
- 1948 : L'Antre de la folie (Behind Locked Doors) de Oscar Boetticher : l'infirmière
- 1950 : Chaînes du destin (No Man of her Own) de Mitchell Leisen : Clara Larrimore
- 1950 : House by the River de Fritz Lang : Effie Ferguson
- 1950 : Une rousse obstinée (The Reformer and the Redhead) de Melvin Frank et Norman Panama : Lily Rayton Parker
- 1950 : Ma vie à moi (A Life of her Own) de George Cukor : la standardiste à l'hôtel Betsy Ross
- 1951 : La Voleuse d'amour (The Company She Keeps) de John Cromwell
- 1951 : Une place au soleil (A Place in the Sun) de George Stevens : une ouvrière d'usine, témoin de l'accusation
- 1951 : L'Implacable (Cry Danger) de Robert Parrish
- 1951 : Échec au hold-up (Appointment with Danger) de Lewis Allen
- 1951 : Feu sur le gang (Come Fill the Cup) de Gordon Douglas : Lil, standardiste au journal
- 1951 : Chéri, divorçons (Let's make it Legal) de Richard Sale : une journaliste
- 1951 : Tonnerre sur le Pacifique (The Wild Blue Yonder) d'Allan Dwan
- 1952 : Des jupons à l'horizon (Skirts Ahoy !) de Sidney Lanfield
- 1952 : Chérie, je me sens rajeunir (Monkey Business) d'Howard Hawks : Mme Brannigan
- 1952 : Sous le plus grand chapiteau du monde (The Greatest Show on Earth) de Cecil B. DeMille : spectatrice
- 1952 : Chantons sous la pluie (Singin' in the Rain) de Stanley Donen et Gene Kelly : Phoebe Dinsmore, professeur de diction
- 1952 : Kid Monk Baroni (en) d'Harold D. Schuster
- 1952 : La Sarabande des pantins (O. Henry's Full House), film à sketches, segment La Rançon du chef rouge (The Ransom of Red Chief) d'Howard Hawks : No 4

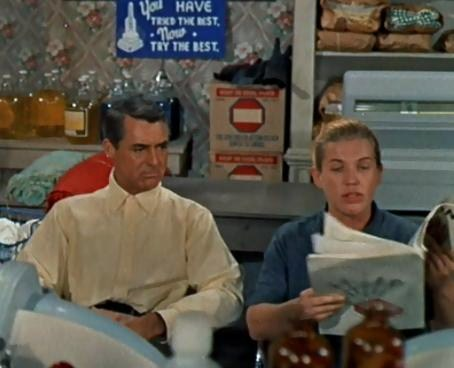
Avec Cary Grant, dans 'La Péniche du bonheur (1958)

- 1952 : Le Prisonnier de Zenda (The Prisoner of Zenda) de Richard Thorpe : Gertrud Holf
- 1952 : Les Ensorcelés (The Bad and the Beautiful) de Vincente Minnelli : Miss March
- 1952 : Ruse d'amour (Love Is Better Than Ever) de Stanley Donen
- 1953 : Le Monstre Magnétique (en) (The Magnetic Monster) de Curt Siodmak
- 1953 : Cargo de femmes (en) (A Perilous Journey) de R. G. Springsteen
- 1953 : La Femme rêvée (Dream Wife) de Sidney Sheldon
- 1953 : Casanova Junior (The Affairs of Dobie Gillis) de Don Weis
- 1953 : Le Crime de la semaine (The Glass Web) de Jack Arnold
- 1954 : Je suis un aventurier (The Far Country) d'Anthony Mann : Grits
- 1954 : La Bataille de Rogue River (Battle of Rogue River) de William Castle
- 1954 : Athena de Richard Thorpe
- 1954 : Le clown est roi (3 Ring Circus) de Joseph Pevney
- 1955 : Artistes et Modèles (Artists and Models) de Frank Tashlin : Mme Milldoon
- 1957 : L'Indien blanc (en) (Pawnee) de George Waggner
- 1957 : Rendez-vous avec une ombre (The Midnight Story) de Joseph Pevney : Rosa Malatesta
- 1957 : Embrasse-la pour moi (Kiss Them for Me) de Stanley Donen : infirmière Wilinki
- 1958 : La Mouche noire (The Fly) de Kurt Neumann : Emma
- 1958 : The Missouri Traveler de Jerry Hopper
- 1958 : La Péniche du bonheur (Houseboat) de Melville Shavelson : femme à la blanchisserie automatique
- 1958 : Une femme marquée (Too Much, Too Soon) d'Art Napoleon : Miss Magruder
- 1958 : Les Boucaniers (The Buccaneer) d'Anthony Quinn : Tina
- 1960 : Le Grand Sam (North to Alaska) d'Henry Hathaway : Lena Nordquist

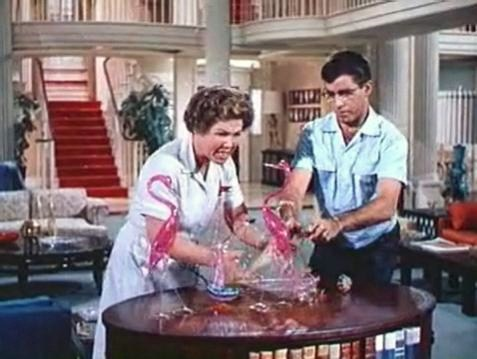
Avec Jerry Lewis, dans Le Tombeur de ces dames (1961)

- 1961 : Le Tombeur de ces dames (The Ladies Man) de Jerry Lewis : Katie, la cuisinière
- 1961 : Le Zinzin d'Hollywood (The Errand Boy) de Jerry Lewis : Mme Helen Paramutual
- 1963 : Un chef de rayon explosif (Who's miding the Store ?) de Frank Tashlin : Mme Glucksman
- 1963 : Docteur Jerry et Mister Love (The Nutty Professor) de Jerry Lewis : Miss Lemmon
- 1964 : Jerry chez les cinoques (The Disorderly Orderly) de Frank Tashlin : infirmière Higgins
- 1964 : À l'Ouest du Montana (Mail Order Bride) de Burt Kennedy
- 1964 : Jerry souffre-douleur (The Patsy) de Jerry Lewis : Katie
- 1965 : Chambre à part (That Funny Feeling) de Richard Thorpe : une femme dans la cabine téléphonique
- 1965 : Le Mors aux dents (The Rounders) de Burt Kennedy : Agatha Moore
- 1965 : Les Inséparables (Marriage on the Rocks) de Jack Donohue : Miss Blight
- 1966 : Trois sur un sofa (Three on a Couch) de Jerry Lewis : Murphy
- 1967 : Le Point de non-retour (Point Blank) de John Boorman : Première citoyenne
- 1967 : Jerry la grande gueule (The Big Mouth) de Jerry Lewis : une vieille femme (non créditée)
- 1969 : Ne tirez pas sur le shérif (Support your Local Sheriff !) de Burt Kennedy : Mrs. Danvers
- 1969 : Cramponne-toi, Jerry (Hook, Line and Sinker) de George Marshall : la baby-sitter
- 1969 : Une poignée de plombs (Death of a Gunfighter), de Don Siegel et Robert Totten : Mary Elizabeth
- 1969 : Un homme fait la loi (The Good Guys and the Bad Guys) de Burt Kennedy
- 1970 : Myra Breckinridge de Michael Sarne : Bobby Dean Loner
- 1970 : Un nommé Cable Hogue (The Ballad of Cable Hogue) de Sam Peckinpah : Mme Jensen
- 1970 : Ya, ya, mon général ! (Which Way to the Front?) de Jerry Lewis
- 1971 : Tueur malgré lui (Support your Local Gunfighter) de Burt Kennedy : Mme Perkins
- 1972 : La Clinique en folie (Where does it Hurt?) de Rodney Amateau
- 1980 : The Blues Brothers de John Landis : sœur Mary Stigmata (« La Pingouine »)
- 1986 : La Dernière Passe (The Best of Times) de Roger Spottiswoode : Rosie
- 1987 : L'Aventure intérieure (Innerspace) de Joe Dante : la femme dans le rêve de Jack
- 1987 : Dragnet de Tom Mankiewicz : Enid Borden
- 1989 : Le Ciel s'est trompé (Chances Are), d'Emile Ardolino : Mrs. Handy
- 1990 : Gremlins 2 : La Nouvelle Génération (Gremlins 2 : The New Batch) de Joe Dante : Marge Microwave
- 1992 : Les Aventures de Zak et Crysta dans la forêt tropicale de FernGully (FernGully: the Last Rainforest), film d'animation de Bill Kroyer (voix)
- 1993 : Hocus Pocus de Kenny Ortega : Miss Olin, professeur
- 1994 : Y a-t-il un flic pour sauver Hollywood ? (Naked Gun 33⅓: The Final Insult) de Peter Segal : la mère de Rocco Dillon
- 1997 : Hercule (Hercules), film d'animation de John Musker et Ron Clements (voix) : Heavyset Woman (grosse femme)
- 1998 : Blues Brothers 2000 de John Landis : mère Mary Stigmata
- 1998 : Richie Rich : Meilleurs Vœux (Richie Rich's Christmas Wish) : Mme Lisa Peabody (vidéo)
- 2000 : La Famille foldingue (Nutty Professor II: The Klumps) de Peter Segal
- 2001 : Joe La Crasse (Joe Dirt) de Dennie Gordon : la mère adoptive de Joe Dirt (non créditée)
- 2001 : Shrek, film d'animation d'Andrew Adamson et Vicky Jenson (voix) : la vieille femme

### À la télévision
Séries, sauf mention contraire
- 1952 : Première série Badge 714 ou Coup de filet (Dragnet)
  - Saison 1, épisode 3 The Big Death de Jack Webb
- 1958 : Lassie
  - Saison 5, épisode 15 The Raffle
- 1959-1964 : La Grande Caravane (Wagon Train)
  - Saison 2, épisode 14 The Kitty Angel Story (1959)
  - Saison 5, épisode 2 The Kitty Allbright Story (1961)
  - Saison 6, épisode 2 The Caroline Casteel Story (1962) de Virgil W. Vogel, et épisode 14 The Donna Fuller Story (1962)
  - Saison 7, épisode 18 The Genova Balfour Story (1964)
- 1962 : Rawhide
  - Saison 4, épisode 19  The Greedy Town
- 1962 : Laramie
  - Saison 3, épisode 24 Justice in a Hurry de Joseph Kane
- 1962 : Monsieur Ed, le cheval qui parle (Mister Ed)
  - Saison 2, épisode 25 Clint Eastwood meets Mister Ed d'Arthur Lubin
- 1963-1965 : Suspicion (The Alfred Hitchcock Hour)
  - Saison 2, épisode 4 You'll be the Death of Me (1963) de Robert Douglas
  - Saison 3, épisode 25 The World's Oldest Motive (1965) d'Harry Morgan
- 1966-1971 : Papa Schultz ou Stalag 13 (Hogan's Heroes)
  - Saison 1, épisode 30 Un ange au stalag (Cupid comes to Stalag 13, 1966) d'Howard Morris
  - Saison 3, épisode 6 Colonel Casanova (Casanova Klink, 1967)
  - Saison 5, épisode 5 Échange injuste (Unfair Exchange, 1969) de Richard Kinon
  - Saison 6, épisode 21 Commandant Gertrude (Kommandant Gertrude, 1971) de Bruce Bilson
- 1967 : Des agents très spéciaux (The Man from U.N.C.L.E.)
  - Saison 3, épisode 26 Un voyage à Rome (The When in Rome Affair) de George Waggner
  - Saison 4, épisode 5 Espions en hélicoptère, 2e partie (The Prince of Darkness Affair : Part II) de Boris Sagal
- 1967 : L'Homme de fer (Ironside)
  - Saison 1, épisode 2 Message de l'au-delà (Message from Beyond)
- 1967-1970 : Bonanza
  - Saison 8, épisode 33 Maestro Hoss (1967) de William F. Claxton
  - Saison 11, épisode 21 Long Way to Ogden (1970) de Lewis Allen
- 1968 : Daniel Boone
  - Saison 5, épisode 4 The Fleeing Nuns
- 1968 : Batman
  - Saison 3, épisode 23 I'll be a Mummy's Uncle
- 1968 : La Grande Caravane (Wagon Train)
  - Saison 2, épisode 12 A Way of Justice de Joseph Pevney
- 1969 : Madame et son fantôme (The Ghost and Mrs. Muir)
  - Saison 2, épisode 13 Host to the Ghost de Bruce Bilson
- 1972 : Cannon
  - Saison 2, épisode 8 Chantage en divorce (The Rip-Off) de George McCowan
- 1973 : La Nouvelle Équipe (The Mod Squad)
  - Saison 5, épisode 22 Cry Uncle
- 1977 : Kojak
  - Saison 5, épisode 11 Case without a File
- 1978 : Sergent Anderson (Police Woman)
  - Saison 4, épisode 16 La Loi du silence (Sons) de Richard Benedict
- 1980 : Chips
  - Saison 4, épisode 3 La Nausée (To your Health)
- 1985-1988 : Simon et Simon (Simon & Simon)
  - Saison 5, épisode 11 Facets (1985) de Burt Kennedy
  - Saison 8, épisode 4 The Merry Adventures of Robert Hood (1988)
- 1987 : Rick Hunter (Hunter)
  - Saison 3, épisode 14 Requiem pour le sergent McCall (Requiem for Sergeant McCall)
- 1988 : Meurtre à Atlantique City (nl) (Glitz), téléfilm de Sandor Stern
- 1988 : Drôle de vie (The Facts of Life)
  - Saison 9, épisodes 23 et 24 Le Début de la fin, 1re et 2e parties (The Beginning of the End : Parts I & II)
- 1988-1990 : Quoi de neuf docteur ? (Growing Pains)
  - Saison 3, épisode 20 Dance Fever : Part II (1988)
  - Saison 4, épisode 2 Birth of a Seaver (1988)
  - Saison 5, épisode 5 Teach Me (1989)
  - Saison 6, épisode 2 Midnight Cowboy (1990) et épisode 3 Roommates (1990)
- 1989 : La Loi de Los Angeles (L.A. Law)
  - Saison 3, épisode 11 Le Nouveau Régime (Izzy Ackerman or Izzy Not ?) de Sam Weisman
- 1990 : Les Craquantes (The Gold Girls)
  - Saison 6, épisode 8 Sophia prend le voile (How do you solve a Problem like Sophia ?)
- 1990 : Loin de ce monde (Out of this World)
  - Saison 4, épisode 23 Educating Kyle
- 1991 : Les Contes de la crypte (Tales from the Crypt)
  - Saison 3, épisode 2 Un amour éternel (Loved to Death)
- 1991 : MacGyver
  - Saison 7, épisode 12 Les Marchands de sommeil (Off the Wall)
- 1992 : Docteur Doogie (Doogie Howser, M.D.)
  - Saison 4, épisode 5 The Patient in Spite of Himself
- 1994 : La Vie à cinq (Party of Five)
  - Saison 1, épisode 8 Maison d'amour (Kiss Me Kate)
- 1995 : Le Rebelle (Renegade)
  - Saison 4, épisode 4 Le Célibataire le plus recherché (Most Wanted)
- 1996 : Melrose Place
  - Saison 4, épisode 23 Remariage (The Circle of Strife)
- 1996 : Urgences (ER)
  - Saison 3, épisode 7 Réfléchir avant d'agir (No Brain, No Gain)
- 1998 : Papa bricole (Home Improvement)
  - Saison 7, épisode 21 The Son also mooches

## Théâtre (à Broadway)
- 1978 : Monsieur chasse ! (titre américain : 13 Rue de l'Amour ou Monsieur chasse), pièce de Georges Feydeau, adaptation de Mawby Green et Ed Feilberg, avec Bernard Fox, Louis Jourdan
- 2000-2001 : The Full Monty, comédie musicale, musique et lyrics de David Yazbek (en), livret de Terrence McNally, d'après le film homonyme de 1997

## Voix françaises
| - Paule Emanuele dans : - Docteur Jerry et Mister Love - Cramponne-toi, Jerry - Tueur malgré lui (doublé dans les années 1980) - The Blues Brothers - Dragnet - Blues Brothers 2000 - Marie Francey dans : - Chérie, je me sens rajeunir - La Mouche noire - La Péniche du bonheur - Les Inséparables - Ya, ya, mon général ! - Hélène Tossy dans : - Artistes et Modèles - Le Grand Sam - Ne tirez pas sur le shérif - Un nommé Cable Hogue | - Lita Recio dans : - Trois sur un sofa - Une poignée de plombs - Michèle Bardollet dans : - Gremlins 2 : La Nouvelle Génération - Y a-t-il un flic pour sauver Hollywood ? et aussi : - Germaine Kerjean dans Chantons sous la pluie - Françoise Fechter dans Le Tombeur de ces dames - Jacqueline Carrel dans Le Zinzin d'Hollywood - Francette Vernillat dans Papa Schultz (série télévisée - 1re voix) - Monique Thierry dans Papa Schultz (série télévisée - 2e voix) - Tamila Mesbah dans L'Aventure intérieure - Denise Metmer dans Shrek (voix) |